# Humberto Elizondo
Humberto Elizondo Kauffman (Ciudad de México; 19 de julio de 1947) es un actor mexicano de cine y televisión. Es hijo de la actriz Fanny Kauffman «Vitola» y del actor Humberto Elizondo Alardine.

## Biografía
En su adolescencia se destacó como boxeador, luchó con leyendas del boxeo como Vicente Saldívar y Javier Solís. Sin embargo tuvo que dejarlo porque empezó a subir de peso, y aunado a su gran estatura ya no era un rival poderoso para sus oponentes. Asistió a la Escuela Secundaria 45 de Ciudad de México, después estudió en el Colegio América y el Bross. Al egresar del colegio decidió dedicarse a la actuación. Debutó como actor en 1953 en la película Vivillos desde chiquillos. Desde entonces ha participado en más de 150 películas y en más de 20 telenovelas, destacándose principalmente como villano en las telenovelas Los parientes pobres y Nunca te olvidaré. Por ambas, fue nominado al Premio TVyNovelas a Mejor actor antagónico. También participó en diversas telenovelas, como Triángulo, Agujetas de color de rosa, La antorcha encendida, La usurpadora y Mañana es para siempre. Asimismo, participó en películas estadounidenses, como La máscara del Zorro y Licencia para matar.[cita requerida]

## Filmografía

### Cine
- Los Siete (2010)
- El cártel (2009)
- Bandidas (2006)
- Bajas pasiones (1999)
- Reclusorio III (1999)
- La máscara del Zorro (1999)
- Soy el jefe de jefes (1998)
- Secreto de confesión (1998)
- La venganza del viejito (1998)
- El cuervo (1998)
- Reclusorio (1997)
- El aguinaldo (1997)
- Suerte en la vida (La Lotería III) (1994)
- Amor a la medida (1993)
- Gunmen (1993)
- Culpable o inocente (1993)
- Secuestro de un periodista (1992)
- Traficantes de niños (1992)
- Imperio blanco (1992)
- Desvestidas y alborotadas (1991)
- Burbujas de amor (1991)
- Hembra o macho (1991)
- Isla para tres (1991)
- Sabueso (1991)
- Tijeras de papel (1991)
- Federal de narcóticos (División Cobra) (1991)
- Polvo de muerte (1991)
- Dos cuates a todo dar (1990)
- El mofles en Acapulco (1990)
- Secta satánica: El enviado del Sr. (1990)
- Brutalidad judicial (1990)
- No hay quinto malo (1990)
- Sentencia de muerte (1990)
- Los rateros (1989)
- Licencia para matar (1989)
- Fiesta de sangre (1989)
- Te gustan, te las traspaso (1989)
- La muerte del portero (1989)
- Rosa de dos aromas (1989)
- Arriba el telón (1989)
- Si mi cama hablara (1989)
- Pancho el Sancho (1988)
- Los plomeros y las ficheras (1988)
- Don't Panic (1988)
- Sábado D.F. (1988)
- Los hermanos machorro (1988)
- Los albureros (1988)
- Central camionera (1988)
- El macho (1987)
- La leyenda del Manco (1987)
- El hijo de Pedro Navaja (1986)
- Huele a gas (1986)
- El otro (1986)
- El cafre (1986)
- Salvador (1986)
- Un hombre violento (1986)
- Mentiras (1986)
- Ratas de la ciudad (1986)
- Yako, cazador de malditos (1986)
- Tierra de rencores (1986)
- Historias violentas (1985)
- Mas vale pájaro en mano (1985)
- El rey de la vecindad (1985)
- Duna (1984)
- Escuela de placer (1984)
- Gatilleros del Río Bravo (1984)
- Siempre en domingo (1984)
- El judicial (1984)
- Dos de abajo (1983)
- Buenas, y con... movidas (1983)
- Eréndira (1983)
- Chile picante (1983)
- Me lleva la tristeza (1983)
- Por un vestido de novia (1983)
- Cosa fácil (1982)
- Juan Charrasqueado y Gabino Barrera, su verdadera historia (1982)
- El rey de los albures (1982)
- El ánima de Sayula (1982)
- El Bronco (1982)
- El diablo en persona (1982)
- Las siete cucas (1981)
- Como México no hay dos (1981)
- El gran perro muerto (1981)
- El gran triunfo (1981)
- Perro callejero II (1981)
- El preso No. 9 (1981)
- Sólo para damas (1981)
- La muerte del Palomo (1981)
- Persecución y muerte de Benjamín Argumedo (1980)
- Mírame con ojos pornográficos (1980)
- Las tentadoras (1980)
- El siete vidas (1980)
- Perro callejero (1980)
- Muñecas de medianoche (1979)
- El futbolista fenómeno (1979)
- Pasión por el peligro (1979)
- Bloody Marlene (1979)
- Llámenme Mike (1979)
- Las golfas del talón (1979)
- El año de la peste (1979)
- No tiene la culpa el Indio (1978)
- Muerte a sangre fría (1978)
- El circo de Capulina (1978)
- El arracadas (1978)
- Las mariposas disecadas (1978)
- Mil caminos tiene la muerte (1977)
- El mexicano (1977)
- Zona roja (1976)
- Los vampiros de Coyoacán (1974)
- El tigre de Santa Julia (1974)
- La hermanita Dinamita (1970)
- Veinticuatro horas de vida (1969)
- Vivillo desde chiquillo (1951)

### Televisión
| Año       | Título                       | Personaje                 | Notas             |
| --------- | ---------------------------- | ------------------------- | ----------------- |
| 1975-1976 | El milagro de vivir          | Teniente Jiménez          | 45 episodios      |
| 1981-1982 | Infamia                      | Armando Fuentes           | 66 episodios      |
| 1986-1987 | Cuna de lobos                | Inspector Norberto Suárez | 133 episodios     |
| 1988-1989 | Nuevo amanecer               | Aníbal                    | 75 episodios      |
| 1990      | Un rostro en mi pasado       | Rafael Reyes              | 160 episodios     |
| 1992      | Triángulo                    | Arcadio Villafranca       | 80 episodios      |
| 1993      | Los parientes pobres         | Paulino Zavala            | 75 episodios      |
| 1994      | El vuelo del águila          | Manuel Mondragón          | 70 episodios      |
| 1994-1995 | Agujetas de color de rosa    | Tomás Calderón            | 105 episodios     |
| 1996      | La antorcha encendida        | Hermenegildo Galeana      | 60 episodios      |
| 1998      | La usurpadora                | Silvano Piña              | 102 episodios     |
| 1998      | ¿Qué nos pasa?               | Sr. Valderrama            | 5 episodios       |
| 1998-1999 | Camila                       | Lic. Darío Suárez         | 80 episodios      |
| 1999-2006 | Mujer, casos de la vida real | Varios personajes         | 28 episodios      |
| 1999      | Nunca te olvidaré            | Fermín Requena            | 94 episodios      |
| 1999-2000 | Cuento de Navidad            | Samuel                    | 12 episodios      |
| 2000      | Abrázame muy fuerte          | Bernal Orozco             | 98 episodios      |
| 2000-2001 | Carita de ángel              | Salomón Alvarado          | 55 episodios      |
| 2002      | Entre el amor y el odio      | Dr. Ortega                | 10 episodios      |
| 2002-2003 | ¡Vivan los niños!            | Juez Mazagatos            | 40 episodios      |
| 2003-2004 | Velo de novia                | Pedro Robletos            | 135 episodios     |
| 2005      | Contra viento y marea        | Armando Quiñones          | 30 episodios      |
| 2006      | Duelo de pasiones            | Lic. Mauro Peña           | 85 episodios      |
| 2007-2008 | Tormenta en el paraíso       | Lic. Alberti Medina       | 160 episodios     |
| 2008-2009 | Mañana es para siempre       | Don Agustín Astorga       | 150 episodios     |
| 2009      | Plaza Sésamo                 | Sr. Carpintero            | 1 episodio        |
| 2009      | Hermanos y detectives        | Subcomisario Serrano      | 13 episodios      |
| 2011-2012 | La que no podía amar         | Federico Galván           | 166 episodios     |
| 2012      | Un refugio para el amor      | Aquiles Trueba            | 158 episodios     |
| 2012-2013 | Porque el amor manda         | Augusto Constante         | 45 episodios      |
| 2013      | Libre para amarte            | Tiburcio Tajonar          | 36 episodios      |
| 2013-2014 | Por siempre mi amor          | Don Osvaldo de la Riva    | 115 episodios     |
| 2014-2018 | La rosa de Guadalupe         | 8 episodios               | Varios personajes |
| 2014-2015 | Hasta el fin del mundo       | Carlos Landa              | 65 episodios      |
| 2015-2017 | Como dice el dicho           | Varios personajes         | 5 episodios       |
| 2015-2016 | Simplemente María            | Dr. Adolfo Rivapalacio    | 89 episodios      |
| 2017-2018 | Sin tu mirada                | Dr. Horacio Zamudio       | 33 episodios      |
| 2018      | Mi marido tiene familia      | Fantasma de la Navidad    | 2 episodios       |
| 2021      | Malverde: el santo patrón    | Padre Hilario             | 62 episodios      |
| 2022      | Corona de lágrimas           | Ulloa                     |                   |
| 2025      | Riquísimos, por cierto       | Diego del Pino            |                   |
| 2025      | Amanecer                     | Justo Montalbán           |                   |

## Premios y nominaciones

### Premios TVyNovelas
| Año  | Categoría                  | Telenovela           | Resultado |
| ---- | -------------------------- | -------------------- | --------- |
| 2000 | Mejor villano              | Nunca te olvidaré    | Nominado  |
| 1994 | Mejor villano              | Los parientes pobres | Nominado  |
| 1987 | Mejor revelación masculina | Cuna de lobos        | Ganador   |